# نبرد لارگا
نبرد لارگا بین ۶۵۰۰۰سواره نظام تاتارهای کریمه و ۱۵۰۰۰پیاده‌نظام عثمانی علیه ۳۸۰۰۰روس تحت فرماندهی رومانیانتسف در سواحل رودخانه لارا، شاخه ای از رودخانه پروت، در مولداوی (در حال حاضر در مولداوی) انجام شد. برای هشت ساعت در ۷ ژوئیه ۱۷۷۰. در همان روز نبرد چسما، درگیری دریایی جنگ روسیه و ترکیه (۱۷۶۸-۱۷۷۴) جنگید.
این نبرد برای روسهایی که ۳۳ توپ ترکیه و اردوگاه گسترده آنها را به اسارت گرفتند، یک پیروزی تعیین‌کننده بود. برای این پیروزی، رومانیسانسف به نشان سنت جورج درجه یک اهدا شد. دو هفته بعد، روسها در نبرد کگول پیروزی بیشتری کسب کردند.